# Requins (film, 1917)
Requins est un film français réalisé par André Hugon, sorti en 1917.

## Fiche technique
- Réalisation : André Hugon
- Société de production : Phocéa Films
- Pays de production : France
- Format : Noir et blanc - Muet - 1,33:1 - 35 mm
- Genre : Policier
- Date de sortie : 
  - France : 9 novembre 1917

 Sauf indication contraire, les informations mentionnées dans cette section peuvent être confirmées par les bases de données cinématographiques  présentes dans la section « Liens externes ».

## Distribution
- Charles Krauss
- Maurice Bérard
- André Nox
- Jean Signoret
- Maryse Dauvray
- Marie-Louise Derval